# Michel Forst
Michel Forst es un abogado francés activamente implicado en el defensa de derechos humanos a nivel internacional. Fue secretario general de la Comisión Nacional Consultiva de Derechos Humanos francesa y relator especial de las Naciones Unidas sobre la situación de defensores de derechos humanos desde junio de 2014 hasta abril de 2020.

## Trayectoria
Después de graduarse en estudios de lengua, teología y salud, Forst empezó su carrera enseñando alemán. Luego se desempeñó como director de institución de seguridad social en el campo de cuidado de niños, ancianos y personas en extrema pobreza.
Posteriormente, se convirtió el director ejecutivo de Amnistía Internacional en Francia en 1989, sirviendo durante diez años. Luego, en 2005 asumió el cargo de secretario general de la Comisión Nacional Consultiva de Derechos Humanos (CNCDH, Commission nationale consultative des droits de l'homme) en Francia hasta el 2016.

## Reconocimientos
- 2014. Orden de la Legión de honor en el grado de caballero[4]